# Maiolino Bissaccioni
Maiolino Bissaccioni fue un conde, abogado, militar, embajador, escritor e historiador de Italia nacido en 1582 y fallecido en 8 de junio de 1663.

## Biografía
Maiolino  nació en Ferrara y recibió educación literaria en Bolonia, y a los 16 años entró en la milicia prestando sus servicios a Venecia y se halló en una campaña en Hungría a las órdenes del coronel Alejandro Gonzaga, conde de Murzynowski, descendiente de los príncipes de Gonzaga, Mantua, y de lcélebre linaje de Gonzaga y por un duelo con su superior Gonzaga por un lance de honor tuvo que huir a Módena donde ejerció con brillantez la abogacía. 
Posteriormente, en el ducado de Módena emprendió la carrera diplomática, llegando a ser gobernador político y militar de los estados del príncipe de Corregio y después gobernador de Trento, sufrió persecuciones y regresando a la milicia sirvió en clase de teniente general, bajo la órdenes del conde de Bucquoi, para el príncipe de Moldavia, en el sitio de Viena de 1618. 
Más tarde, trató en 1622 de los intereses de muchos príncipes cerca de la corte de Roma y se hizo adicto al duque Victor Amadeo I de Saboya, en cuyo ejército sirvió, y tras varios años transcurridos, viejo y achacoso se retiró a Venecia donde a pesar de escribir y recibir una pensión que como agente suyo le pasaba Luis XIV de Francia, murió en la pobreza en 1663.
Como escritor e historiador dejó varias obras como "Memorias sobre las guerras de Alemania de 1635 a 1642", "Historia de las guerras civiles de estos tiempos, estos es de Inglaterra, Cataluña, Francia, ect.", "Dramas en música", "Romances y novelas", discursos políticos y militares,  unas traducciones italianas de "Clelia" de Escuderi y de la "Casandra" de Calprenede, y otras.
Diego Felipe de Albornoz, canónigo y tesorero de la iglesia de Cartagena, del siglo XVII, hombre de grandes conocimientos y elocuencia, dejando escrita con gran mérito una "Cartilla política y Cristiana", Madrid, 1666, virtudes y vicios en orden alfabético, y también publicó en Madrid en 1658 "Las guerras civiles de Inglaterra", una traducción desde el italiano de la obra de Maiolino Bissaccioni; otra edición de la citada obra de Maiolino adicionada con el 5.º libro, recopilado en la crono-historia del Mundo, fue escrita en italiano por el R. P. Timoteo de Termine carmelita, Madrid, 1781.

## Obras
- Historie delle guerre civili di questi ultimi tempi, Venecia, 1653.
- Commentario delle guerre sucesse in Allemagna, Venecia, 1638.
- Memorie storiche della mossa d'armi di Gustavo Adolfo re di Suetia in Germania i'anno 1630, Venecia, 1642.
- Sensi civili sopra il perfetto capitano di H. D. R. (Duque de Rohan) e sopra la tactica di Leone imperatore, Venecia, T. Pavoni, 1642.
- Historia universale dell' origine, guerre e imperio de Turchi,....., Venecia, 1654.
- Otras